# Día Mundial de la Lengua Kiswahili
El  Día Mundial de la Lengua Kiswahili es una jornada que se conmemora el 7 de julio desde 2022, fue establecida en 2021 por la UNESCO.

## Proclamación
En la década de 1950, las Naciones Unidas establecieron el canal de lengua Kiswahili, conocido también como idioma suajili,en la Radio de las Naciones Unidas, convirtiéndose en la única lengua africana reconocida en la ONU. El 11 de septiembre de 2017, la Asamblea General de las Naciones Unidas, en su propósito de fomentar el  multilingüismo, apoyó la implementación de un día dedicado a cada una de sus lenguas oficiales y alentó a extender esta iniciativa a otros idiomas no oficiales. En este contexto, la 41.ª sesión de la Conferencia General de la UNESCO proclamó el 4 de noviembre de 2021 el Día Mundial de la Lengua Kiswahili.

## Celebración
Este día se celebra el 7 de julio de cada año y la primera celebración oficial tuvo lugar en 2022, destacando la importancia de esta lengua africana en la comunicación internacional y la unidad cultural. Audrey Azoulay, directora general de la UNESCO, resaltó en su mensaje del día la celebracón que el Kiswahili, con más de 200 millones de hablantes, es una de las lenguas africanas más utilizadas y una lengua franca que ha enriquecido otras lenguas a lo largo de los siglos. También destacó su papel unificador y su adopción como lengua oficial por la Unión Africana y otras organizaciones regionales africanas. La UNESCO trabaja para preservar este poder comunicativo y de paz del Kiswahili, especialmente en el ámbito digital, promoviendo la diversidad lingüística y combatiendo la desinformación y el discurso de odio.

## Temas
- 2022: Kiswahili for peace and prosperity,[5] ('Suajili para la paz y la prosperidad')
- 2023: Unleashing Kiswahili's potential in the digital era,[6] ('Desatando el potencial del suajili en la era digital')